# Evi Cauberghs
Evi Cauberghs is een personage uit de Vlaamse ziekenhuisserie Spoed dat werd gespeeld door Trine Thielen. Ze was een vast personage van 2007 tot 2008.

## Personage
Cauberghs wordt aangesteld als een van de drie stagiair-dokters die dokter Ellen Van Poel moeten vervangen. Jammer voor haar, krijgt ze dokter Steven Hofkens als stagebegeleider. Ze wordt al meteen door al haar collega's met een scheef oog bekeken, omdat het algemeen geweten is dat ze een rijke vriend heeft die haar studies heeft betaald. Ze vinden haar een luxepaardje.
Ze wordt verliefd op hoofdverpleger Wim Michiels, en dit blijkt wederzijds, en na een paar keer vrijen besluit ze om bij haar vriend weg te gaan voor hem. Ze stelt Wim voor het dilemma om voor haar of voor zijn gezin te kiezen. Hij verlaat zijn vrouw even, maar kiest uiteindelijk voor zijn gezin. Evi wordt even geschorst omdat men dacht dat ze geheime informatie over een minister die bij hen opgenomen was, had doorgegeven aan de pers. Later komt Wim erachter dat niet Evi, maar Jana de schuldige was. Zo krijgt Evi toch de vaste job als urgentiearts.